# Receptor purinérgico
Os receptores purinérgicos, também conhecido como purinoceptors, são uma família recém caracterizada de moléculas de membrana plasmática envolvidas em várias e ainda apenas parcialmente conhecidas funções celulares, tais como a reatividade vascular, apoptose e citocinas da secreção.
Pouco se sabe sobre o efeito que o microambiente extracelular tem a sua função.
Fibroblastos têm características diversas, com o músculo liso e células são uma componente importante da placa de aterosclerose.